# جایزه عبدالسلام
جایزه عبدالسلام معتبرترین جایزه علمی است که سالانه به اتباع پاکستانی در رشته‌های شیمی، ریاضیات، فیزیک و زیست‌شناسی اعطا می‌شود. این جایزه در ۳۱ دسامبر هر سال به دانشمندانی که ساکن پاکستان بوده و زیر ۳۵ سال سن داشته باشند تعلق می‌گیرد. نام این جایزه به افتخار عبدالسلام فیزیکدان پاکستانی و برنده جایزه نوبل گذاشته شده است.
این جایزه شامل یک گواهی و یک جایزه نقدی برابر ۱۰۰۰ دلار آمریکا است.